# Kill at Will
Kill at Will è un EP del rapper statunitense Ice Cube, pubblicato nel 1990 dalla Priority Records.

## Tracce
1. Endangered Species (Tales from the Darkside) (Remix)
2. Jackin' for Beats
3. Get off My Dick and Tell Yo Bitch to Come Here (Remix)
4. The Product
5. Dead Homiez
6. JD's Gaffilin' (Part 2)
7. I Gotta Say What Up!!!